# Puerto Murialdo
Puerto Murialdo ist eine Ortschaft und eine Parroquia rural („ländliches Kirchspiel“) im Kanton Loreto der ecuadorianischen Provinz Orellana. Sitz der Verwaltung ist die Ortschaft Puerto Murialdo, knapp 20 km östlich des Kantonshauptortes Loreto sowie 30 km südsüdwestlich der Provinzhauptstadt Puerto Francisco de Orellana. Die Parroquia besitzt eine Fläche von 194 km². Die Einwohnerzahl lag im Jahr 2010 bei 3375. Die Parroquia wurde am 26. März 1990 eingerichtet. In der Parroquia gibt es 13 Kommunen (cumunidades): El Inca, San Lorenzo, San Carlos, Puerto Sol, Jandia Yaku, Bajo Huino, Turupunta, Alto Huino, Suyuno, Centro Huino, Agua Colorada, Fano und Runallacta.

## Lage
Die Parroquia Puerto Murialdo liegt in der vorandinen Region am Westrand des Amazonasbeckens. Sie liegt am Ostufer des in Richtung Nordnordost strömenden Río Napo. Dessen Nebenfluss Río Suno fließt entlang der südöstlichen Verwaltungsgrenze nach Nordosten und mündet bei Puerto Murialdo in den Río Napo. Im Norden wird das Gebiet von dem Flüsschen Río Sunuyacu begrenzt.
Am gegenüber liegenden Flussufer des Río Napo im Osten befinden sich die Parroquias García Moreno und La Belleza (beide im Kanton Francisco de Orellana). Die Parroquia Puerto Murialdo grenzt im Süden an die Parroquia Chontapunta (Kanton Tena, Provinz Napo) und an die Parroquia San José de Dahuano, im Westen an die Parroquias Ávila Huiruno und Loreto, im Nordwesten und im Norden an die Parroquia San José de Payamino sowie im äußersten Nordosten an die Parroquia San Luis de Armenia (Kanton Francisco de Orellana).